# THE IDOLM@STER SHINY COLORS FR@GMENT WING
《THE IDOLM@STER SHINY COLORS FR@GMENT WING》，是Lantis自2019年4月10日起發售的《偶像大師 閃耀色彩》角色歌曲系列專輯。

## 概要
本專輯系列為「偶像大師 閃耀色彩」的角色歌CD第2彈。本系列加入了Straylight的作品，各團體的單曲收錄了廣播劇。

## 01
2019年4月10日發售。收錄閃耀色彩演唱的2首全體曲。
收錄曲
主唱：閃耀色彩
全作曲：山田智和
1. Ambitious Eve
作詞：真崎繪里香、編曲：住谷翔平
2. Shiny Days
作詞：鈴木靜那、編曲：長谷川智樹

## 02
2019年5月8日發售。illumination STARS的第2張單曲。
收錄曲
主唱：illumination STARS
1. We can go now!
作詞：中村彼方，作曲、編曲：大西克巳
2. 作詞：中村彼方，作曲：Giz'Mo（from Jam9）、ArmySlick，編曲：ArmySlick
3. Ambitious Eve（ Ver.）

## 03
2019年6月12日發售。L'Antica的第2張單曲。
收錄曲
主唱：L'Antica
全作詞：真崎繪里香
1. NEO THEORY FANTASY
作曲：鍋谷卓摩（luxis），編曲：遠藤直樹（HOVERBOARD,Inc.）
2. 作詞：真崎繪里香，作曲、編曲：no_my
3. Ambitious Eve（ Ver.）

## 04
2019年7月10日發售。放學後頂點女孩的第2張單曲。
收錄曲
主唱：放學後頂點女孩
1. 作詞：古屋真，作曲：GAKU，編曲：渡邊徹
2. 作詞：古屋真，作曲：小久保祐希、YUU for YOU，編曲：YUU for YOU
3. Ambitious Eve（ Ver.）

## 05
2019年8月21日發售。Alstroemeria的第2張單曲。
收錄曲
主唱：Alstroemeria
1. 作詞：鈴木靜那，作曲：北之原凉，編曲：伊藤立
2. 作詞：鈴木靜那，作曲：家原正樹、Jam9，編曲：家腹正樹，弦管編曲：森悠也
3. Ambitious Eve（ Ver.）

## 06
2019年9月11日發售。Straight的首張單曲。
收錄曲
主唱：Straylight
1. Wandering Dream Chaser
作詞：下地悠，作曲：小久保祐希、YUU for YOU，編曲：YUU for YOU
2. Transcending The World
作詞：下地悠、作曲・編曲：R·O·N
3. Ambitious Eve（ Ver.）

### 组合成员
1. 1 2  櫻木真乃（關根瞳）、風野燈織（近藤玲奈）、八宮繚（峯田茉優）、月岡戀鐘（礒部花凜）、田中摩美美（菅沼千紗）、白瀨咲耶（八卷安奈）、三峰結華（成海瑠奈）、幽谷霧子（結名美月）、小宮果穗（河野日和）、園田智代子（白石晴香）、西城樹里（永井真里子）、杜野凜世（丸岡和佳奈）、有栖川夏葉（涼本秋穗）、大崎甘奈（黑木穗乃香）、大崎甜花（前川涼子）、桑山千雪（芝崎典子）、芹澤朝日（田中有紀）、黛冬優子（幸村惠理）、和泉愛依（北原沙彌香）
2. 1 2  櫻木真乃（關根瞳）、風野燈織（近藤玲奈）、八宮繚（峯田茉優）
3. 1 2  月岡戀鐘（礒部花凜）、田中摩美美（菅沼千紗）、白瀨咲耶（八卷安奈）、三峰結華（成海瑠奈）、幽谷霧子（結名美月）
4. 1 2  小宮果穗（河野日和）、園田智代子（白石晴香）、西城樹里（永井真里子）、杜野凜世（丸岡和佳奈）、有栖川夏葉（涼本秋穗）
5. 1 2  大崎甘奈（黑木穗乃香）、大崎甜花（前川涼子）、桑山千雪（芝崎典子）
6. 1 2  芹澤朝日（田中有紀）、黛冬優子（幸村惠理）、和泉愛依（北原沙彌香）

## 外部連結
- Lantis關連CD介紹頁（页面存档备份，存于）（日語）